# 聖母子と5人の聖人
『聖母子と５人の聖人』（せいぼしとごにんのせいじん、伊:Madonna col Bambino, sant'Anna e quattro santi）は、現在パリのルーヴル美術館にある、イタリアのマニエリスム期の画家、ポントルモによる板上の油彩画である。ヴァザーリの『画家・彫刻家・芸術家列伝』中での言及により、本作は、ポントルモがカッポーニ礼拝堂の作品を描いた直後の1528年から1529年までに制作されたとする研究者もいる。最近の美術史家は、作品の様式はポントルモが1524年から1526年の間に制作した作品に近いと主張している。
作品は、フィレンツェのサン・フレディアーノ門外のヴェルザイアにあったサンタンナ（聖アンナ）修道院のために制作された。それで、聖母の右に聖アンナが登場している。他の聖人たちは、左から緑の衣服の聖アンデレ、赤と青の衣服の聖ペテロ、半裸体の聖セバスティアヌス (または、聖ディスマス)と僧侶の衣服のヌルシアの聖ベネディクトゥスである。1370年まで修道院の属していた教会は、圧制者ゴーティエ・ド・ブリアンヌからのフィレンツェの解放 (1343年) を記念する聖アンナの祝祭日（7月26日）の行進の目的地であった。聖母の足元にあるメダリオンには、歩兵隊長（作品の依頼者）、会社社長、トランペット奏者、バグパイプ奏者、業者、「司令官」、「議会議員」など行進に出ている人々の集団が表されている。
修道院は1529年のフィレンツェ包囲戦中に破壊されたため、作品は修道院が再建された1535年まで飾られることはなかった。その後、1813年までにフィレンツェの歴史的中心部の西にあるサンテウセビオ・アル・プラート病院に入ったが、ナポレオンによって略奪され、パリに運ばれた。 1814年にルーヴル美術館で最初に展示され、ナポレオン戦争の終了後にもフィレンツェに返還されなかった。